# 78e division d'infanterie (Royaume-Uni)
Pour les articles homonymes, voir 78e division.
La 78e division d'infanterie, également connue sous le nom de division Battleaxe, est une division d'infanterie de l'armée britannique créée pendant la Seconde Guerre mondiale qui a combattu en Tunisie, en Sicile et en Italie de la fin de 1942 à 1945.

## Officiers généraux commandant
| Promotion        | Officier général commandant                          |
| ---------------- | ---------------------------------------------------- |
| 14 juin 1942     | Major-général Vyvyan Evelegh                         |
| 13 décembre 1943 | Major-général Charles Keightley                      |
| 9 juillet 1944   | Brigadier Robert Keith Arbuthnott (en) (par intérim) |
| 30 juillet 1944  | Major-général Charles Keightley                      |
| 1er août 1944    | Brigadier Robert Keith Arbuthnott (par intérim)      |
| 21 août 1944     | Major-général Donald Clunes Butterworth              |
| 10 octobre 1944  | Brigadier Robert Keith Arbuthnott (par intérim)      |
| 17 novembre 1944 | Major-général Robert Keith Arbuthnott                |